# سرطان المعدة الوراثي المنتشر
سرطان المعدة الوراثي المنتشر (بالإنجليزية: Hereditary diffuse gastric cancer)‏ متلازمة وراثية تحدث في معظم الحالات نتيجة طفرة معطلة في جين «سي دي إتش 1» الموجود على الصبغي 16.
يرتفع احتمال الإصابة بسرطان المعدة لدى الأفراد الوارثين لنسخة من الجين الطافر، ولذلك يختار المصابون بهذه الطفرات الخضوع لاستئصال المعدة الوقائي أو الإزالة الكاملة للمعدة لتجنب الإصابة بهذا النوع من السرطان. ترتبط طفرات هذا الجين أيضًا بارتفاع خطر الإصابة بسرطان الثدي المفصص، وقد تترافق مع ارتفاع طفيف في خطر الإصابة بسرطان القولون.
يُعد سرطان المعدة الغدي المنتشر أشيع الأنماط السرطانية المرتبطة بالطفرة. يطور 70% من الذكور و56% من الإناث الحاملات لطفرة «سي دي إتش 1» المعطلة هذا النوع من السرطان عند الوصول لسن الثمانين، وتشير التقديرات إلى ارتفاع خطر الإصابة بسرطان الثدي المفصص بنسبة 42% لدى الإناث الحاملات لها. يبلغ متوسط عمر الحاملين للطفرة عند تشخيص سرطان المعدة نحو 38 عامًا، لكن سُجلت حالات إصابة بأعمار صغيرة وصلت حتى 14 عامًا.

## العلاج
يُوصى عادةً باستئصال المعدة الجراحي بعد سن العشرين وقبل الأربعين للوقاية من تطور سرطان المعدة المنتشر، لكن يستطيع الأفراد المشخصون بطفرة جين «سي دي إتش 1» بعد سن الأربعين الخضوع لاستئصال المعدة. يجب مراعاة الصحة الجسدية والنفسية للأفراد عند تحديد الوقت الأمثل لإجراء هذه العملية. قد يرغب صغار السن في تأخير هذا الإجراء، ويُراقبون غالبًا بالتنظير الهضمي الدوري مع أخذ خزعات عشوائية، وكذلك يخضع جميع الحاملين للطفرة للتنظير الهضمي البدئي مع أخذ خزعات من أي منطقة مشتبهة؛ فقد يبقى سرطان المعدة في مراحله الأولى دون أعراض.
يرتفع احتمال الإصابة بسرطان الثدي المفصص لدى الإناث الحاملات للطفرات، ويوصي الأطباء عادةً بالخضوع لاستقصاءات دورية لتحري وجود سرطان الثدي لدى هذه الفئة. تتضمن تلك الاستقصاءات تصوير الثدي الشعاعي والرنين المغناطيسي.
ما يزال خطر الإصابة بسرطان القولون لدى المصابين بطفرات «سي دي إتش 1» مبهمًا، ومع ذلك يخضع معظم الحاملين لها لتنظير القولون بعمر الأربعين؛ أي قبل خمس سنوات من التوصيات الروتينية لعموم السكان، وذلك بسبب الاحتمال الطفيف لتطوره لدى هذه الفئة من الأشخاص.

## علم الأوبئة
يبلغ متوسط عمر الفرد عند التشخيص نحو 38 عامًا. ترتبط 1-3% من سرطانات المعدة بمتلازمات السرطان الوراثية، ويُعد سرطان المعدة الوراثي المنتشر المتلازمة السرطانية الوراثية الأشيع في المعدة.
اكتشف سرطان المعدة الوراثي المنتشر لأول مرة في الدراسات المجراة على العائلات الماورية في نيوزيلندا، وذلك بسبب ارتفاع حالات الإصابة بسرطان المعدة لدى هذه المجموعة السكانية. يرتفع معدل اكتشاف طفرات «سي دي إتش 1» المسببة لسرطان المعدة الوراثي المنتشر في البلدان التي تملك معدلات إصابة منخفضةً بسرطان المعدة مثل الولايات المتحدة وكندا، بينما يكون كشف هذه الطفرات منخفضًا في البلدان التي ترتفع فيها معدلات الإصابة بسرطان المعدة مثل البرتغال وإيطاليا واليابان، لذلك يدعو البعض إلى رفع معدلات الفحص الجيني في البلدان التي ترتفع فيها معدلات الإصابة، فقد تكون طفرات «سي دي إتش 1» السبب الكامن وراءها.